# Phoboscincus bocourti
Phoboscincus bocourti là một loài thằn lằn trong họ Scincidae. Loài này được Brocchi mô tả khoa học đầu tiên năm 1876.